# 藤原晶
藤原 晶（ふじわら あきら、11月19日 - ）は、日本の漫画家。大阪府出身。血液型はO型。創造社デザイン専門学校卒。
1994年、『別冊少女コミック』（小学館）7月号に掲載された「君に映る空の下で」でデビュー。以後、2012年まで『プチコミック』（同）に大人の女性を主人公にしたラブコメディ作品を多く発表。
2013年、『Silky』（白泉社）4月号に「オットに恋しちゃダメですか?」の第1回が読み切りとして掲載。同時に、女性向け漫画が掲載されている月刊WEBマガジン『Love Silky』Vol.4にも同作品の第1回を配信している。以後、同作品は2013年5月配信の『Love Silky』Vol.5から奇数号ごとに連載している。

## 作品リスト
小学館・フラワーコミックス (α) より刊行
- とらわれのDarling（2002年、全1巻）
- 禁じられた愛の果実（2002年、全1巻） - 吉原由起他作家とのアンソロジー、「Secret Noise」を収録
- その気にさせないで（2003年、全1巻）
- 眠れぬ夜はノックして（2003年、全2巻）
- その気にさせないでR（リターンズ）（2004年、全1巻）
- 本気だっつの!（2004年 - 2005年、全3巻）
- 社内恋愛♥必勝法（2005年、全1巻）
- ラブログ!!（2005年 - 2006年、全3巻）
- ダイヤモンド・ライフ（2007年、全3巻）
- ラブログ!! next（2008年、全1巻）
- 恋がヘタでも生きてます（2008年 - 2010年、全4巻）
- ロストガールは恋をする（2010年 - 2011年、全4巻）

単行本未収録作品
- 長女は恋でソンをする（2012年、『プチコミック』連載）

白泉社・白泉社レディースコミックス より刊行
- オットに恋しちゃダメですか?（2013年 - 2020年、全10巻）
- 荒川秘書の恋の憂鬱（2021年 - 、既刊1巻）

ハーレクイン社／ソフトバンククリエイティブ 刊行
- 危ないショーガール（原作：ナンシー・マーティン）／2002.12.《雑誌》
- 二週間のダーリン（原作：ミランダ・リー）／2003.4.《雑誌》
- 走り始めた恋だから（原作：ルース・Ｊ・デイル）／2003.11.《雑誌》
- 王子さまにキスを（原作：ジェニファー・グリーン）／2004.6.《雑誌》
- 野蛮な誘惑（原作：ジェニファー・ドルー）／2005.5.《雑誌》